# Thorigny-sur-Oreuse
Thorigny-sur-Oreuse ist eine französische Gemeinde mit 1.396 Einwohnern (Stand: 1. Januar 2022) im Département Yonne in der Region Bourgogne-Franche-Comté; sie gehört zum Arrondissement Sens und zum Kanton Thorigny-sur-Oreuse. Die Einwohner werden Thorignats oder Thorigniens genannt.

## Geographie
Thorigny-sur-Oreuse liegt etwa 13 Kilometer nordöstlich von Sens. Im Schlosspark von Thorigny entspringt das Flüsschen Oreuse, durchquert das Gemeindegebiet und entwässert zur Yonne. Umgeben wird Thorigny-sur-Oreuse von den Nachbargemeinden Pailly im Norden und Nordwesten, Perceneige im Norden und Nordosten, La Postolle im Osten, Voisines im Süden, Soucy im Südwesten, La Chapelle-sur-Oreuse im Westen sowie Plessis-Saint-Jean im Nordwesten.

## Geschichte
Die Gemeinde entstand 1972/73 durch den Zusammenschluss der vorher eigenständigen Kommunen Thorigny, Fleurigny und Saint-Martin-sur-Oreuse.

## Bevölkerungsentwicklung
| Jahr                       | 1962 | 1968 | 1975 | 1982 | 1990 | 1999 | 2006 | 2013 |
| Einwohner                  | 486  | 458  | 963  | 1002 | 1135 | 1262 | 1424 | 1510 |
| Quellen: Cassini und INSEE |      |      |      |      |      |      |      |      |

## Sehenswürdigkeiten
- Kirche Saint-Pierre-et-Saint-Paul aus dem Jahre 1675, seit 2006 Monument historique
- Kirche Saint-Memmie in Fleurigny
- Kirche Saint-Martin in Saint-Martin-sur-Oreuse
- Kirche in Vallières
- Kapelle Saint-Hubert in Barrault
- Park und Garten des früheren Schlosses Thorigny, seit 1995 Monument historique
- Schloss Fleurigny (seit 1930 Monument historique) mit Kapelle (seit 1889 Monument historique)
- Reste der Alten Kommanderie des Johanniterordens
- Waschhäuser

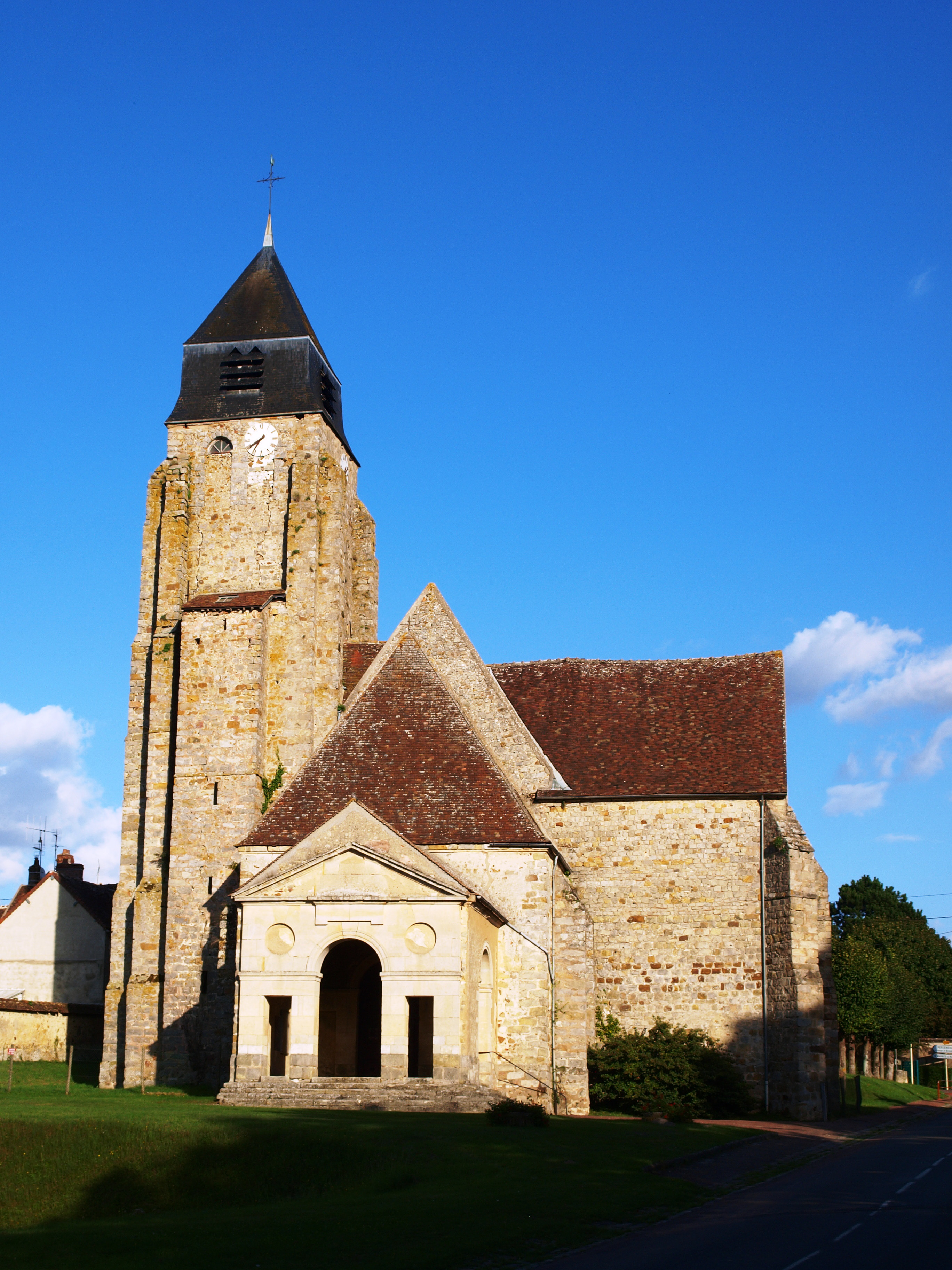
Kirche Saint-Pierre-et-Saint-Paul
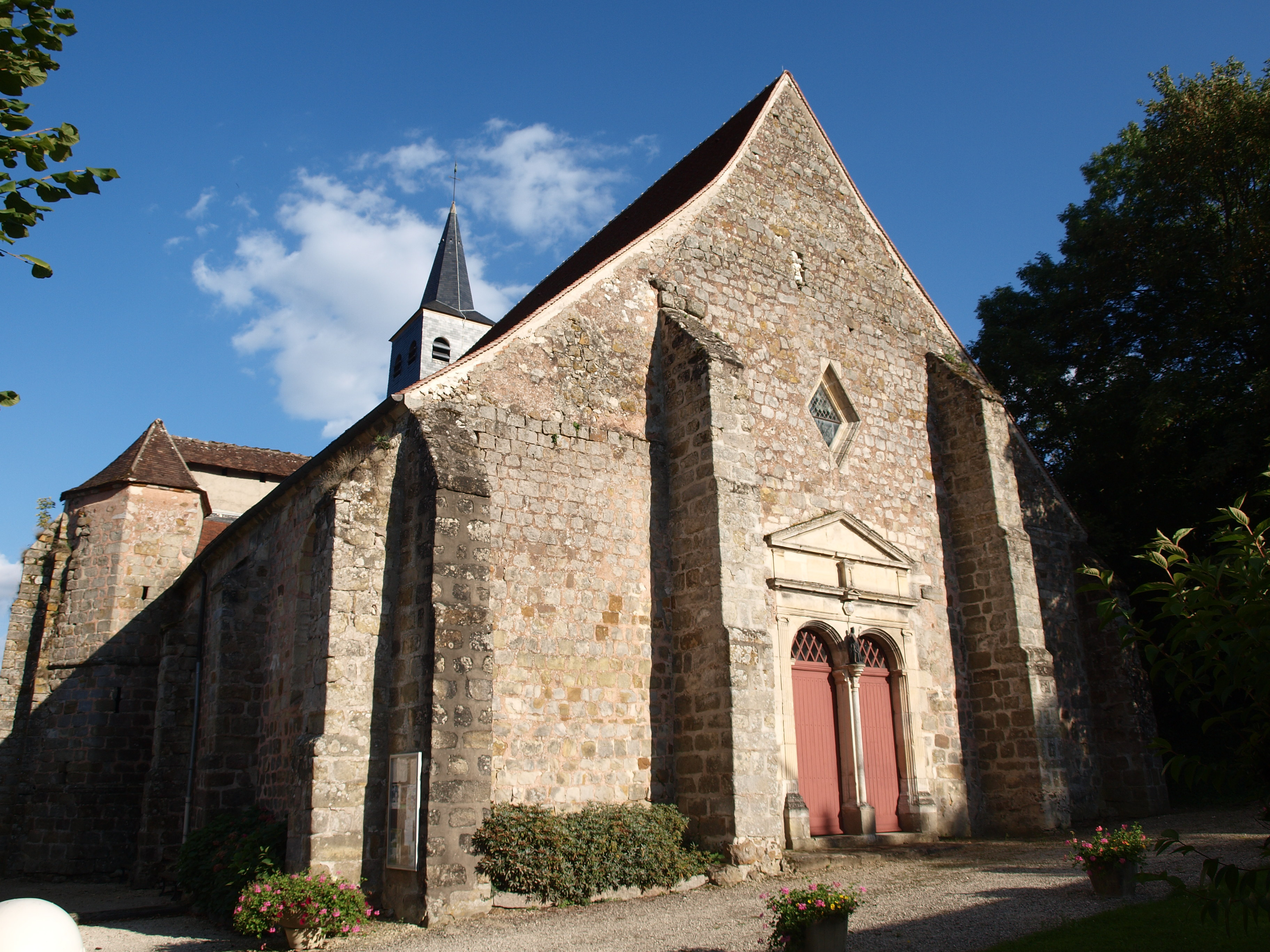
Kirche Saint-Memmie
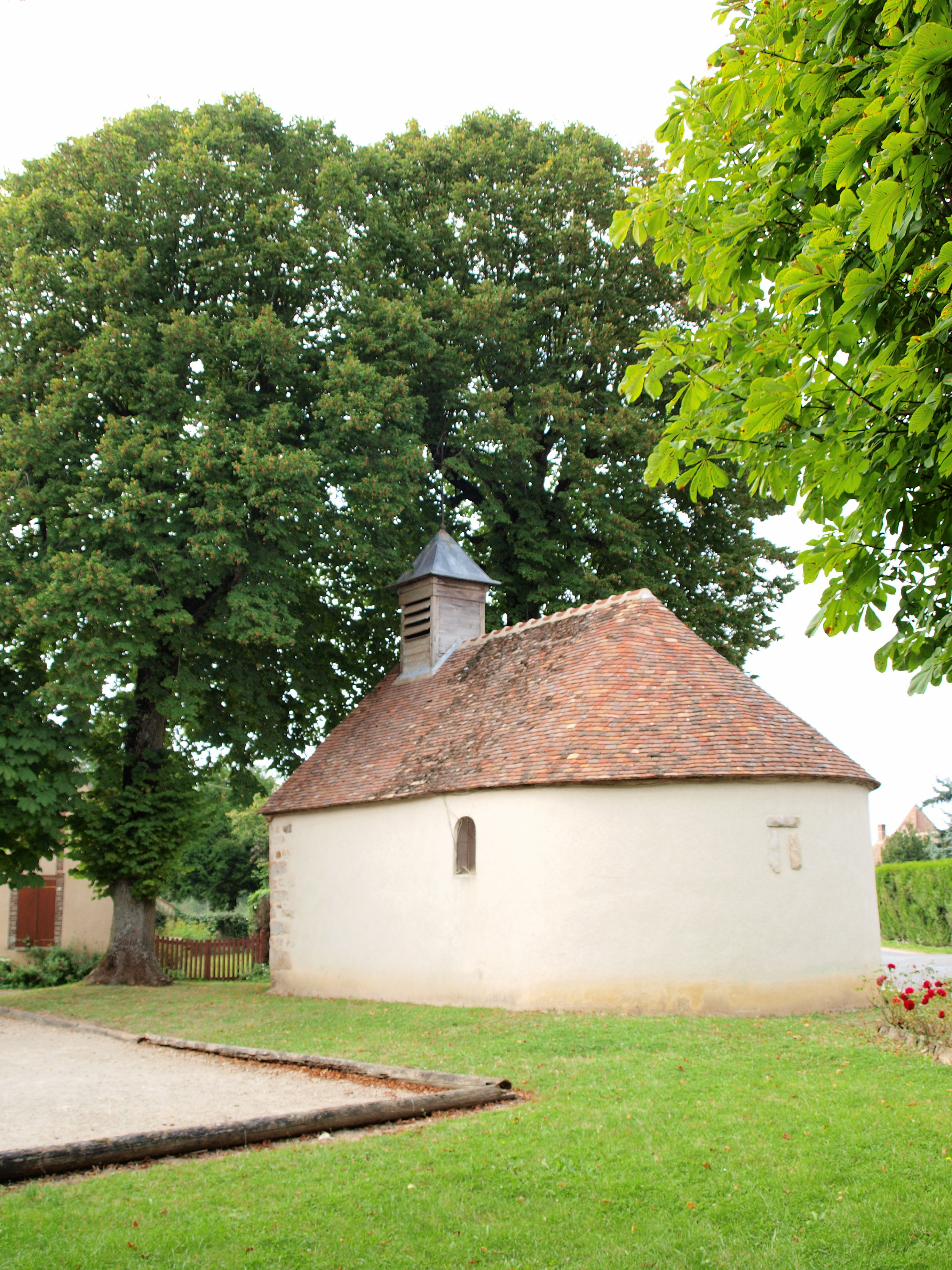
Kapelle Saint-Hubert
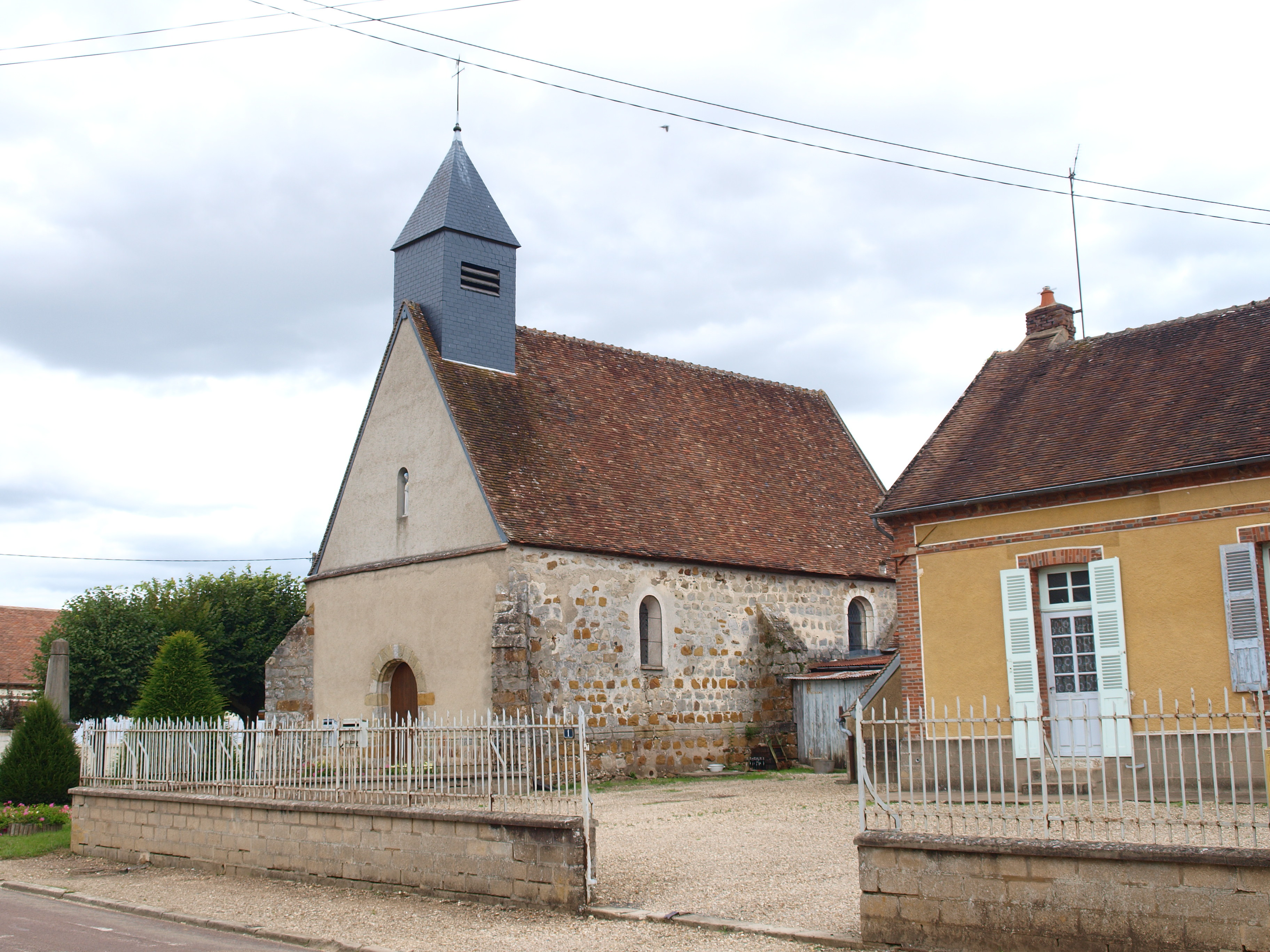
Kirche in Vallières